# 加尔希
加尔希（法語：Garchy，法語發音：[ɡaʁʃi]）是法国涅夫勒省的一个市镇，属于卢瓦尔河畔科讷库尔区。

## 地理
加尔希（47°15'48"N, 3°4'17"E）面积21.18 平方千米，位于法国勃艮第-弗朗什-孔泰大區涅夫勒省，该省份为法国中部省份，北至约讷省，西北接卢瓦雷省，西接谢尔省，南至阿列省，东南接索恩-卢瓦尔省，东临科多尔省。
与加尔希接壤的市镇（或旧市镇、城区）包括：诺安河畔圣康坦、比尔西、纳尔西、卢瓦尔河畔普伊、圣昂德兰、叙伊拉图尔、维耶尔马奈。

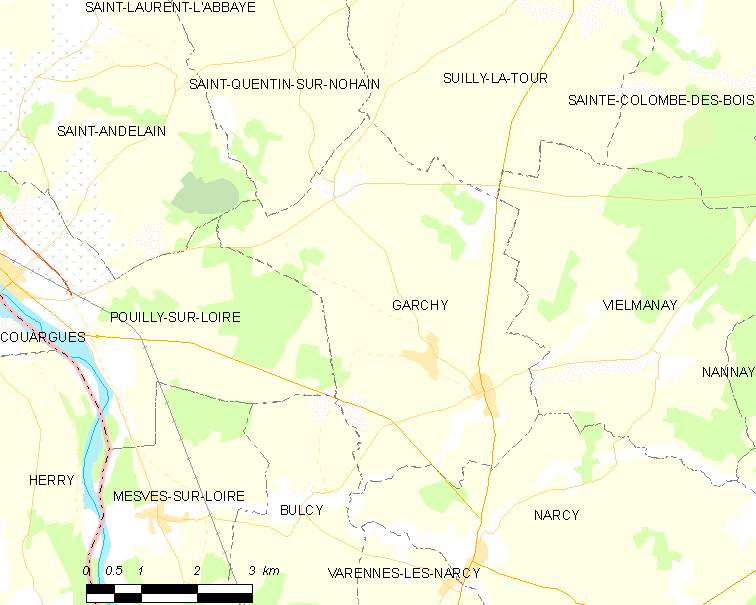
加尔希的OSM定位图

加尔希的时区为UTC+01:00、UTC+02:00（夏令时）。

## 行政
加尔希的邮政编码为58150，INSEE市镇编码为58122。

## 政治
加尔希所属的省级选区为卢瓦尔河畔普伊县。

## 人口

1962-2008年间加尔希人口变化图示

加尔希于2022年1月1日时的人口数量为427人。